# Parafia Trójcy Przenajświętszej w Rudnikach
Parafia Trójcy Przenajświętszej w Rudnikach (lit. Švč. Trejybės parapija) – parafia rzymskokatolicka administracyjnie należąca do dekanatu solecznickiego archidiecezji wileńskiej. Według stanu na maj 2024 proboszczem parafii był ks. Vygintas Čiurinskas. 